# Sufes
Sufes (łac. Dioecesis Sufetanus) – diecezja historyczna w Cesarstwie rzymskim w prowincji Byzacena. Współcześnie utożsamiane z miastem Sbiba w Tunezji. Obecnie katolickie biskupstwo tytularne.

## Biskupi tytularni
| Lp. | Biskup                        | Funkcja                                | Od                | Do               |
| --- | ----------------------------- | -------------------------------------- | ----------------- | ---------------- |
| 1   | Ireneus Hayasaka Kyūbei       | administrator apostolski Taiku (Korea) | 10 listopada 1942 | 6 stycznia 1946  |
| 2   | Charles Joseph van Melckebeke | wikariusz apostolski Ningxia (Chiny)   | 14 marca 1946     | 11 kwietnia 1946 |
| 3   | Carlo Maria Cavallera         | wikariusz apostolski Nyeri (Kenia)     | 19 czerwca 1947   | 25 marca 1953    |
| 4   | Paul Dumouchel                | wikariusz apostolski Keewatin (Kanada) | 25 lutego 1955    | 13 lipca 1967    |
| 5   | Jean-François Motte           | biskup pomocniczy Cambrai (Francja)    | 16 marca 1968     | 19 stycznia 2001 |
| 6   | Richard Lennon                | biskup pomocniczy Bostonu (USA)        | 29 czerwca 2001   | 4 kwietnia 2006  |
| 7   | Daniel Fernández Torres       | biskup pomocniczy San Juan (Portoryko) | 14 lutego 2007    | 24 września 2010 |
| 8   | Edward Rice                   | biskup pomocniczy St. Louis (USA)      | 1 grudnia 2010    | 26 kwietnia 2016 |
| 9   | Edward Deliman                | biskup pomocniczy Filadelfii (USA)     | 31 maja 2016      |                  |